# 5 Dywizjon Rakietowy Obrony Powietrznej
5 dywizjon rakietowy Obrony Powietrznej (5 dr OP) – samodzielny pododdział Wojsk Obrony Przeciwlotniczej Sił Powietrznych.
Dywizjon stacjonował w Bielicach, podporządkowany był dowódcy 3 Warszawskiej Brygady Rakietowej OP. 31 grudnia 2011 został rozformowany.

## Historia
Jednostkę sformowano w grudniu 1960 roku na bazie rozformowanych 87. i 94. pułków artylerii OPL oraz 60. baterii dowodzenia. Dokumentem powołującym nową jednostkę było zarządzenia Szefa Sztabu Generalnego WP nr 0016/Org. z 11 grudnia 1959. Dywizjon był jednym z czterech pierwszych w Polsce dywizjonów rakietowych wyposażonych w przeciwlotnicze zestawy rakietowe S-75 Dźwina z rakietami W-750, którymi w 1961 roku wykonał pierwsze strzelania bojowe na poligonie w ZSRR.
W 1964 roku sprzęt bojowy wymieniono na zmodernizowany zestaw S-75 Wołchow. W roku 2000 nastąpiła zmiana uzbrojenia na zmodernizowany sprzęt S-125 Newa-SC.
W roku 2003 dywizjon przeniesiony został z  Słupna do Sochaczewa (Bielice).
Decyzją Ministra Obrony Narodowej nr 626/MON z dnia 28 grudnia 2007, 5 dr OP obchodzi święto w dniu 23 lutego.
Decyzją MON nr Z-5/Org./P1 z dnia 28 stycznia 2011 roku oraz wykonawczym rozkazem Dowódcy Sił Powietrznych nr PF-95 z dnia 31 marca 2011 roku jednostkę rozformowano z dniem 31 grudnia 2011 roku.

## Struktura
- dowództwo
- sztab
- bateria dowodzenia
- bateria radiotechniczna
- bateria startowa (S-125 Newa-SC)

## Dowódcy  dywizjonu
- 1960–1968 – mjr Jerzy Gaudasiński
- 1969–1975 – ppłk Jan Jakoniuk
- 1975–1982 – ppłk Zygmunt Grzonkowski
- 1982–1986 – mjr Marian Szelast
- 1986 – mjr Wiesław Dejer
- 1986–1989 – mjr Zygmunt Lis
- 1989 – ppłk Jan Wolski
- 1989–1996 – ppłk Zenon Kobus
- 1996–1998 – mjr Tadeusz Kozoń
- 1998–2000 – ppłk Kazimierz Walkowiak
- 2000–2002 – kpt. Andrzej Dąbrowski
- 2002–2004 – mjr Andrzej Polański
- 2004–31 grudnia 2005 – ppłk Jacek Bednarek
- 2006–2011 – ppłk Sławomir Rodak

## Podporządkowanie
- 9 Dywizja Artylerii Przeciwlotniczej (1960-1967)
- 3 Dywizja Artylerii OPK (1967-1988)
- 3 Brygada Artylerii OPK (1988-1991)
- 3 Warszawska Brygada Rakietowa Obrony Powietrznej (od 1991)